# Dienia
Dienia – rodzaj roślin z rodziny storczykowatych (Orchidaceae). Obejmuje 6 gatunków występujących w Azji Południowo-Wschodniej w takich krajach i regionach jak: Andamany, Asam, Bangladesz, Borneo, Kambodża, Karoliny, Chiny, Himalaje, Hajnan, Indie, Jawa, Laos, Małe Wyspy Sundajskie, Malezja Zachodnia, Moluki, Mjanma, Riukiu, Nepal, Nowa Kaledonia, Nowa Gwinea, Nikobary, Pakistan, Filipiny, Queensland, Sri Lanka, Celebes, Sumatra, Tajwan, Tajlandia, Wietnam, Tybet.

## Systematyka
Rodzaj sklasyfikowany do plemienia Malaxideae, podrodzina epidendronowe (Epidendroideae), rodzina storczykowate (Orchidaceae), rząd szparagowce (Asparagales) w obrębie roślin jednoliściennych.
Wykaz gatunków
- Dienia carinata Rchb.f.
- Dienia cylindrostachya Lindl.
- Dienia ophrydis (J.Koenig) Seidenf.
- Dienia shuicae (S.S.Ying) T.P.Lin
- Dienia truncicola (Schltr.) M.A.Clem. & D.L.Jones
- Dienia volkensii (Schltr.) M.A.Clem. & D.L.Jones